# Juchta

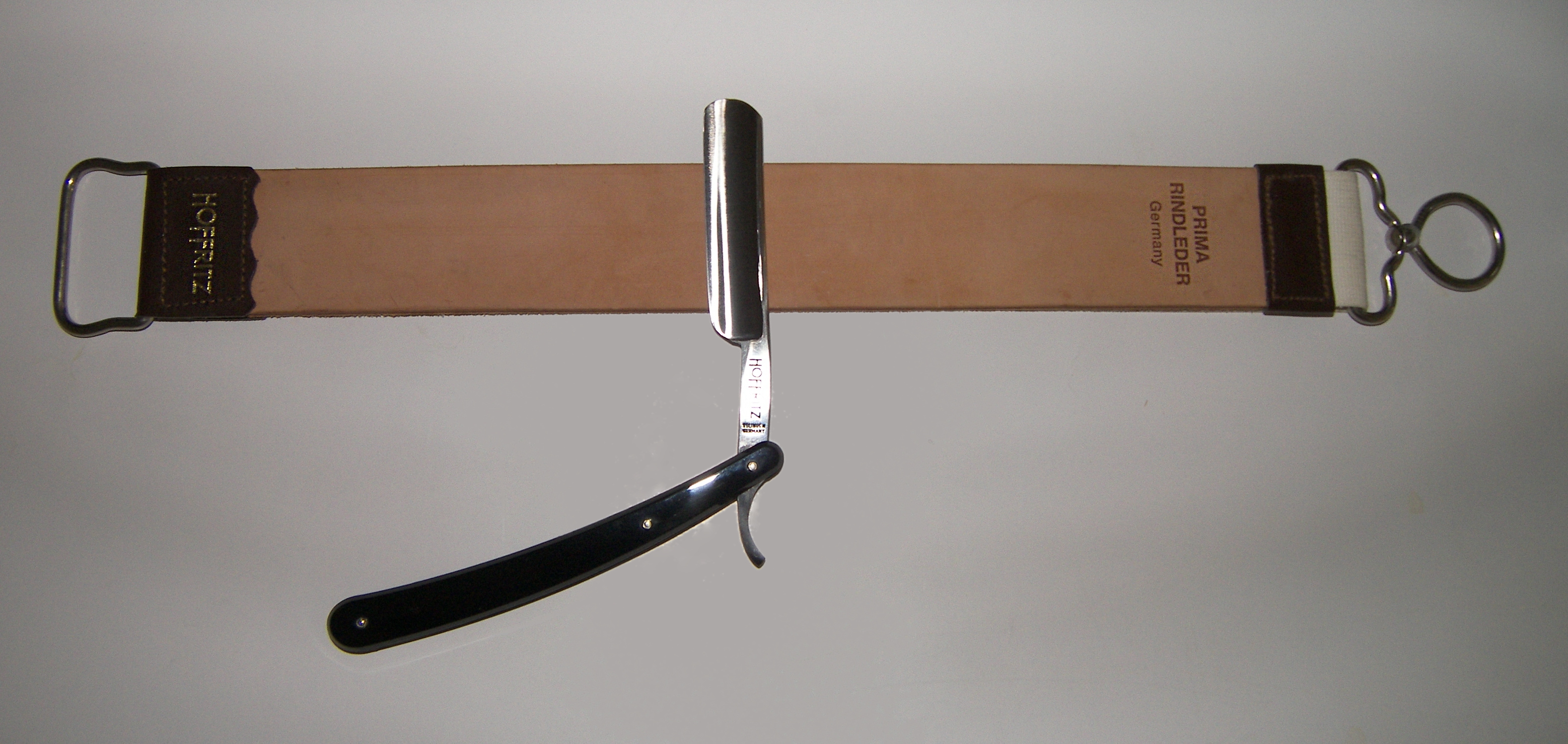
Juchta se používala k výrobě obtahovacích řemenů

Juchta je useň, převážně hovězí, vyčiněná přírodními nebo chemickými prostředky a silně napuštěná oleji či jinými mastnými prostředky. Dříve se takové kůži říkalo ruská, v angličtině se dodnes nazývá ruská kůže (Russian leather). Kdysi se k činění používala vrbová kůra a k olejování březodehtový olej. V současnosti se juchta činí chromovými solemi a tříslovinami a dále se silně maže.
V dnešní době se používá k výrobě lehké svrškové obuvnické usně a kvalitnějších řemenů k obtahování břitvy.